# Rudolf Schmitt
Rudolf Schmitt (Wippershainf, Hessen-Kassel, Alemanya, 5 d'agost de 1830 - Radebeul, Alemanya, 18 de febrer de 1898) fou un químic alemany que, juntament amb Adolph Wilhelm Hermann Kolbe descobrir la reacció de Kolbe-Schmitt.

## Biografia
Schmitt era el segon de vuit germans fills d'un predicador. Durant la seva infància visqué en diferents poblacions i estudià secundària a Marburg. El 1853 entrà a la Universitat de Marburg on començà estudiant matemàtiques, teologia i química, però més tard es decantà per aquesta darrera. Després anà a treballar amb Hermann von Fehling a la Universitat de Stuttgart, però tornà a treballar amb Adolph Kolbe el 1857.
Pel seu treball sobre l'àcid sulfanílic rebé el seu doctorat en 1861 i pel seu treball sobre l'àcid salicílic rebé la seva habilitació en 1863. Treballà a la Universitat de Kassel i després a l'escola comercial a Nuremberg. A causa d'una explosió d'un tub de vidre ple de sulfur d'hidrogen perdé el seu ull dret el 1869. Passà la major part de la seva carrera acadèmica a la Universitat Tecnològica de Dresden, primer a un institut politècnic i el 1890 a una Escola Tècnica. Fou elegit rector de la Universitat el 1891, però hagué de renunciar a causa de la seva mala salut. Abandonà la seva feina definitivament el 1893.